# 約翰·巴特勒·葉芝
約翰·巴特勒·葉芝（John Butler Yeats 1839年3月16日—1922年2月3日）是一名愛爾蘭藝術家，威廉·巴特勒·葉芝、傑克·巴特勒·葉芝、莉莉·葉芝和伊麗莎白·葉芝之父，愛爾蘭國家藝廊藏有他繪製的多幅肖像畫。

## 生平

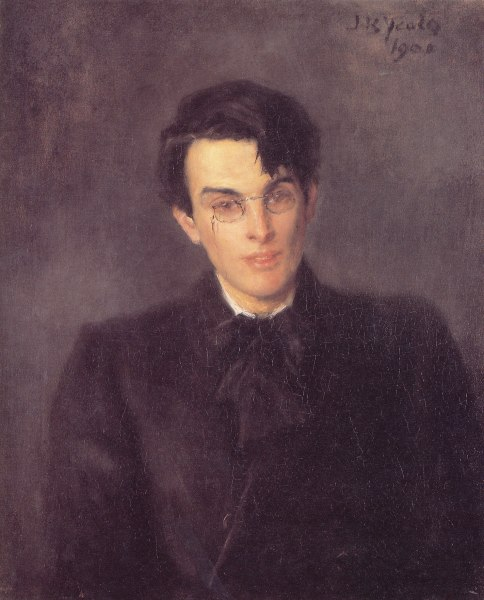
《W·B·葉芝畫像》，1900

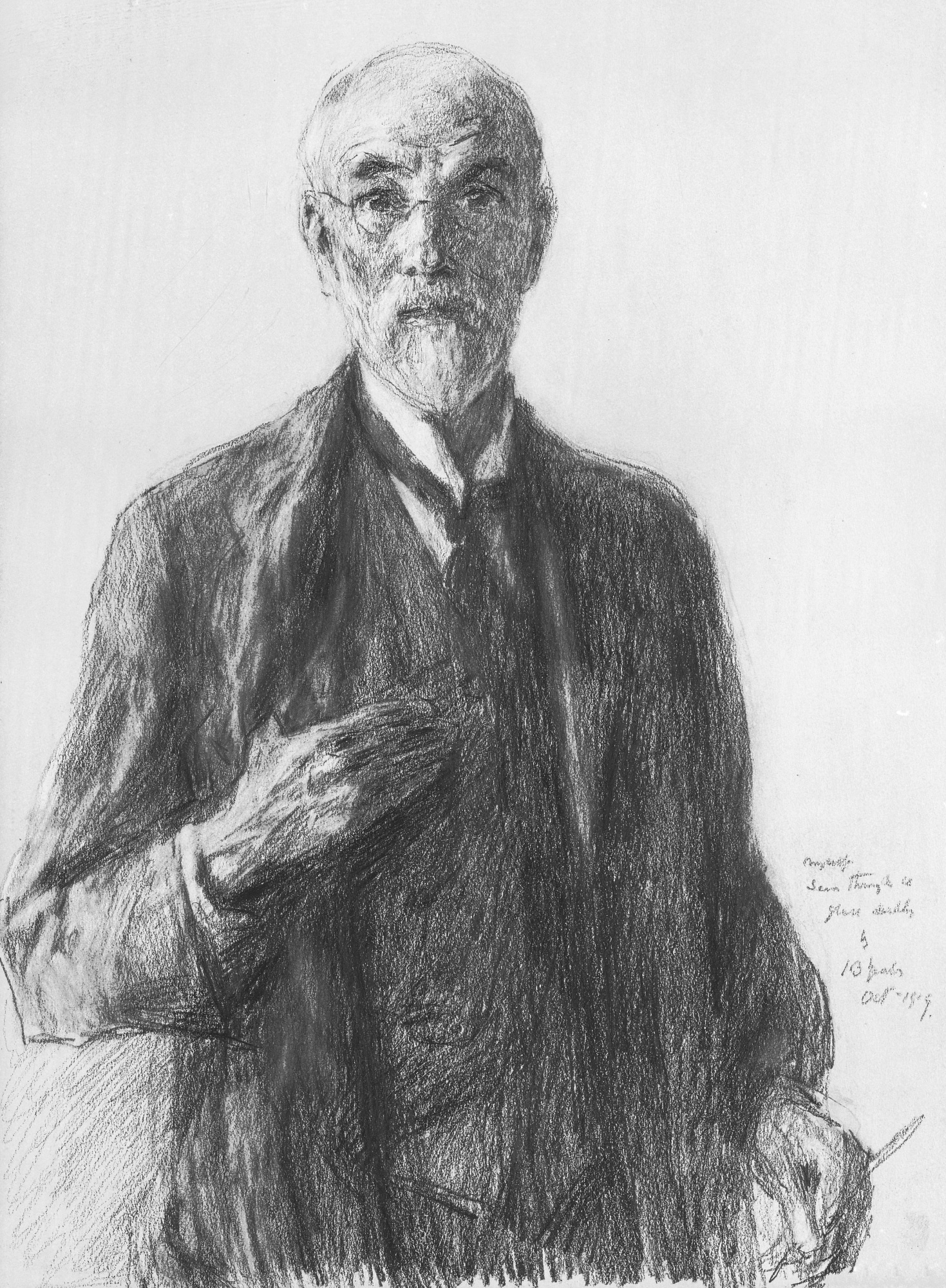
《自畫像》，1919

他出生於愛爾蘭邓恩郡勞倫斯鎮（Lawrencetown），曾就讀於都柏林三一學院和希瑟利美术学院。1863年9月10日和蘇珊（Susan Pollexfen，1841年7月13日-1900年1月3日）在斯莱戈的聖約翰教堂結婚。1907年他和女兒莉莉乘坐坎帕尼亞號（RMS Campania）到美國旅行，並在美國定居，此後餘生未曾回到愛爾蘭，1922年在美國逝世。

## 擴展閱讀
- Tóibín, Colm. . London Review of Books. 2018-01-25: 7–12  [2020-02-29]. ISSN 0260-9592. （原始内容存档于2019-09-28）.

## 外部連接
- . 英国国家档案馆.
- 英國國家肖像館中的John Butler Yeats肖像
- Yeats Society Sligo （页面存档备份，存于）
- Boston College collection of Yeats family papers （页面存档备份，存于） at John J. Burns Library, Boston College